# Пентаплутонийтрииридий
Пентаплутонийтрииридий — бинарное неорганическое соединение, интерметаллид
плутония и иридия
с формулой Ir3Pu5,
кристаллы.

## Получение
- Сплавление стехиометрических количеств чистых веществ [1]:

{\displaystyle {\mathsf {5Pu+3Ir\ {\xrightarrow {1100^{o}C}}\ Ir_{3}Pu_{5}}}}

## Физические свойства
Пентаплутонийтрииридий образует кристаллы
тетрагональной сингонии,
пространственная группа I 4/mcm,
параметры ячейки a = 1,1012 нм, c = 0,5727 нм, Z = 4,
структура типа трисилицида пентавольфрама W5Si3
.